# 2-я Сулинская бригада речных кораблей
2-я краснознамённая Сулинско-Братиславская ордена Ушакова бригада речных кораблей — соединение боевых кораблей в составе Дунайской военной флотилии, существовавшее во время Великой Отечественной войны.

## Формирование
Сформирована в составе Дунайской военной флотилии (2-го формирования) 20 апреля 1944 года из кораблей 4-й отдельной бригады Азовской военной флотилии и введённых в строй трофейных румынских мониторов.
Расформирована 9 мая 1945 года.

## Участие в боевых действиях
- Десанты в крепость Илок и город Опатовац (4-5 декабря)
- Десант в Вуковаре (8 декабря)
- Переправа резервов через Дунай в районе Илок-Опатовец (с 30 декабря)
- Десант у Орта

## Состав
- 2-й дивизион мониторов (с 30.11.1944)
  - «Железняков»
  - «Бердянск»
  - «Мариуполь»
- 4-й Тульчинский ордена Александра Невского дивизион бронекатеров
  - 7-й отряд (бронекатера №№ 3, 4, 5, 6, 7, 8)
  - 8-й отряд (бронекатера №№ 231, 232, 233, 234, 241, 242)
  - 9-й отряд (бронекатера №№ 243, 244, 313, 321)
- 1-й Братиславский дивизион минных катеров:
  - 1-й отряд (минные катера Я-14, Я-15, Я-16, Я-17, Я-18, Я-19)
  - 2-й отряд (минные катера Я-20, Я-21, Я-22, Я-23, Я-24)
  - 3-й отряд (минные катера Я-25, Я-28, Я-29, Я-30, Я-31)
- Береговая база
- 570-й корректировочный пост (с 17.09.1944)
- Подвижная радиостанция (с 20.01.1945)
- Телефонная станция (с 15.04.1945)

## Командование

### Бригада
- Командир: капитан 2-го ранга Аржавкин, Александр Фёдорович
- Флагманский штурман: старший лейтенант Осипов Николай Владимирович
- Помощник начальника штаба: капитан-лейтенант Гузеев Абрам Михайлович
- Флагманский артиллерист: капитан-лейтенант Черкасов Александр Георгиевич
- Флагманский минёр: старший лейтенант Маркелов Василий Николаевич
- Флагманский связист: капитан-лейтенант Гречков Борис Михайлович
- Флагманский химик: капитан-лейтенант Соколовский Андриан Степанович
- Флагманский врач: капитан медицинской службы Василец Павел Филиппович

### Береговая база
- Командир: старший лейтенант Папков
- Заместитель командира по политической части: капитан-лейтенант Коваленко Пётр Михайлович
- Начальник снабжения: старший лейтенант интендантской службы Долуханов Александр Александрович
- Начальник боепитания: старший техник-лейтенант Жилкин Георгий Васильевич
- Начальник санитарной службы: старший лейтенант медицинской службы Миносьян Андроник Саркисович

### 2-й дивизион мониторов
- Командир: капитан 3-го ранга Леске Евгений Людвигович
- Заместитель командира по политической части капитан 3-го ранга Лушин Леонид Михайлович
- Артиллерист дивизиона: капитан-лейтенант Спахов Сергей Филиппович
- Механик дивизиона: инженер-капитан-лейтенант Давыдов Николай Фёдорович
- Химик дивизиона: лейтенант Ульянов Николай Кириллович

### 1-й Братиславский дивизион минных катеров
- Командир: Капитан-лейтенант Гусаков Вадим Владимирович
- Артиллерист дивизиона: старший лейтенант Исайкин Константин Степанович
- Механик дивизиона: старший техник-лейтенант Пупатов Алексей Васильевич
- Парторг дивизиона: старший лейтенант Галиев Сергей Петрович
- Командир 1-го отряда: старший лейтенант Кальченко, Александр Петрович
- Командир 2-го отряда: капитан-лейтенант Никитин Николай Григорьевич
- Командир 3-го отряда: старший лейтенант Тихомиров Александр Фёдорович

### 4-й Тульчинский дивизион бронекатеров
- Командир: капитан-лейтенант Барботько С. И.
- Парторг дивизиона: младший лейтенант Волошин Степан Ефимович
- Артиллерист дивизиона: старший лейтенант Григолов Сергей Григорьевич
- Связист дивизиона: Супрун Борис Кириллович
- Инженер-механик дивизиона: инженер-капитан-лейтенант Новиков Севил Михайлович
- Врач дивизиона: старший лейтенант медицинской службы Гасанов Рагим Салманович